# Bauhinia cataholo
Bauhinia cataholo là một loài thực vật có hoa trong họ Đậu. Loài này được Hoehne miêu tả khoa học đầu tiên.